# Edward Dobbie
Edward Dickson Dobbie (7 febbraio 1880 – ...) è stato un calciatore e arbitro di calcio inglese.

## Carriera

### Calciatore

#### Club
Tra le file del Torino FCC sin dall'anno della fondazione, nel 1887, club che si fonderà nel 1891 con il Nobili Torino, dando origine all'Internazionale Torino.
Con l'Internazionale Torino disputò il primo campionato italiano di calcio, che perse in finale contro il Genoa.
Raggiunse la finale di campionato anche nella stagione seguente, perdendola nuovamente con il Genoa.
Nel 1900, a causa di una crisi finanziaria l'Internazionale Torino è costretta a fondersi con il Torinese, in cui resterà titolare. Con il suo nuovo club raggiunge la sua terza finale di campionato, che perderà per la terza volta consecutiva contro il Genoa.
Nella stagione successiva risulta in forza al Milan, giocando la finale vinta per 3-0 contro il Genoa, come risulta dall'articolo di resoconto pubblicato dalla Gazzetta dello Sport mentre altre fonti riportano la presenza di Agostino Recalcati.
Ritornato al FC Torinese, rimarrà in con gli arancio-neri sino al 1904.

#### Rappresentativa Italiana
Benché inglese, il 30 aprile 1899 giocò a Torino presso il Velodromo Umberto I l'incontro amichevole nella Selezione Italiana contro la Selezione Svizzera, terminato due a zero a favore degli elvetici.

### Arbitro
Oltre che calciatore, Dobbie fu arbitro.

## Palmarès

### Calciatore

#### Club

##### Competizioni nazionali
- Campionato italiano: 1

Milan: 1901